# Tidikelt tamazight (jezik)
Tidikelt tamazight jezik (ISO 639-3: tia), jedan od 12 zenatskih jezika, šire berberske skupine, kojim govori oko 9 000 ljudi (1995) u Alžiru. Ima dva dijalekta, tidikelt i tit.
Govore ga Tidikelt Berberi u okolici In-Salaha, središnji Alžir. Dijalekt tit govori se na jugu Alžira.

## Vanjske poveznice
- Ethnologue (14th)
- Ethnologue (15th)